# Carlos Sandroni
Carlos Sandroni (Rio de Janeiro, 1958) é um compositor, músico, violonista e escritor brasileiro.
De origem paterna italiana, é filho do jornalista e escritor Cícero Sandroni e da cantora Laura Austregésilo. Irmão da cantora Clara Sandroni. Suas composições já foram gravadas por artistas como Milton Nascimento, Adriana Calcanhotto e Olivia Byington.